# Savoca
Savoca – miejscowość i gmina we Włoszech, w regionie Sycylia, w prowincji Mesyna.
Według danych na rok 2004 gminę zamieszkiwało 1675 osób, 209,4 os./km².
Miasteczko znane jest z tego, że w 1971 roku kręcono tutaj scenę z filmu "Ojciec chrzestny", przedstawiającą ślub Michaela Corleone z Apollonią.